# Agua Prieta
Agua Prieta is een stad in de Mexicaanse staat Sonora. Agua Prieta heeft 68.402 inwoners (census 2005) en is de hoofdplaats van de gemeente Agua Prieta.
Agua Prieta ligt tegen de grens tussen Mexico en de Verenigde Staten, aan de overzijde ligt Douglas. De stad werd in 1889 gesticht als grenspost. In 1916 werd hier de slag om Agua Prieta uitgevochten, een van de laatste grote veldslagen uit de Mexicaanse Revolutie. Pancho Villa en José María Maytorena probeerden de stad in te nemen op Plutarco Elías Calles, die echter mede dankzij zoeklichten die vanaf Douglas werden ingezicht de stad succesvol wist te verdedigen. In 1920 werd hier het Plan van Agua Prieta geproclameerd, die leidde tot de val van president Venustiano Carranza.